# Lauren Morelli
Lauren Morelli (Pensilvânia, 22 de julho de 1982) é uma produtora, roteirista e diretora norte-americana.

## Biografia
Morelli, que cresceu no subúrbio de Pittsand, formou-se na Winchester Thurston School e depois estudou dança no Marymount Manhattan College, em Nova York, até um  lesão nas costas terminou sua carreira na dança.

## Vida pessoal
Morelli é abertamente lésbica. Em setembro de 2014, Morelli pediu o divórcio do marido, Steve Basilone. Em 4 de outubro de 2016, Morelli anunciou seu noivado com a atriz Samira Wiley, com quem ela mantinha um relacionamento. Elas se casaram em 25 de março de 2017, em Palm Springs, Califórnia.

## Filmografia

### Roteirista
| Ano       | Título                  | Papel      |
| --------- | ----------------------- | ---------- |
| 2013–2017 | Orange Is the New Black | Roteirista |
| 2017      | Hum                     | Roteirista |

### Produtora
| Ano  | Título                               | Papel               |
| ---- | ------------------------------------ | ------------------- |
| 2019 | Armistead Maupin's Tales of the City | Produtora executiva |
| 2020 | Slutty Teenage Bounty Hunters        | Produtora executiva |